# Rupert Michell

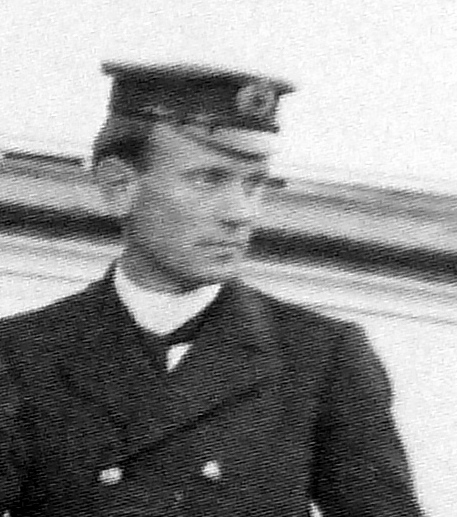
Rupert Michell

William Arthur Rupert Michell (* 18. Oktober 1879 in Perth, Ontario, Kanada; † 20. Juli 1966 in Ottawa) war ein kanadischer Arzt und Mitglied der Nimrod-Expedition des Polarforschers Ernest Shackleton.

## Leben
Rupert Mitchell wurde als zweites von vier Kindern des Lehrers Francis Lambton Mitchell (1849–1928) und dessen Ehefrau Mary Ellen (geb. Bell, 1854–unbekannt) geboren. Seine Schulzeit absolvierte Michell in seiner Heimatstadt Perth. Danach ging er für ein Medizinstudium an die Toronto Medical School. Nach erfolgreichem Abschluss des Studiums im Jahr 1902 und kurzzeitiger Tätigkeit als niedergelassener Arzt verließ er Kanada 1906 und ging nach England. Dort erhielt er die Möglichkeit, als Chirurg auf einem Schiff zu arbeiten, dass im Linienbetrieb auf dem Kongo und dem Calabar-Fluss in Nigeria eingesetzt wurde. Aufgrund dieser Erfahrungen wurde er von Shackleton als Schiffsarzt auf der Nimrod angeheuert.
Während der Antarktisexpedition war Michell neben seiner eigentlichen Tätigkeit beim Löschen der Schiffsladung während der Anlandung am Cape Royds beteiligt. Darüber hinaus nahm er an ersten kleineren Erkundungsmärschen auf der Ross-Insel teil. Er gehörte jedoch nicht zur Landungsmannschaft, sondern fuhr Ende Januar 1908 mit dem Expeditionsschiff zur Überwinterung zurück nach Christchurch. Als die Nimrod im Frühjahr 1909 die Landungsmannschaft wieder aufnahm, war Michell erneut für die medizinische Versorgung der Männer an Bord des Schiffes verantwortlich. 
Nach Abschluss der Expedition kehrte Michell nach Kanada zurück, wo er zeitweilig zusammen mit Shackleton auf einer Vortragsreise unterwegs war. Danach betrieb er eine Arztpraxis in North Bay und leitete das dort ansässige Büro des Gesundheitsministeriums von Ontario. Im Jahr 1918 heiratete er in Toronto Katie Violet Beatrice Dowdell (1886–1971); die Ehe blieb kinderlos. Im Jahr 1935 wechselte er ins Gesundheitsministerium in Ottawa, bevor er sich 1949 ins Privatleben zurückzog.